# Nikos Anastasiades
Nikos Anastasiades (grško Νίκος Αναστασιάδης), ciprski politik in predsednik države, * 27. september 1946, Pera Pedi, Ciper.
Anastasiades je bil med letoma 2013 in 2023 predsednik Cipra.

## Življenjepis
Na Atenski nacionalni in kapodistrijski univerzi je doštudiral pravo ter končal podiplomski študij pomorskega prava na University College v Londonu. Ustanovil je odvetniško družbo "Nicos Chr. Anastasiades & Partners". Leta 1981 se je podal v politiko in bil izvoljen v predstavniški dom. Leta 1997 je prevzel vodenje stranke Demokratski shod, ki jo je vodil do izvolitve za predsednika Cipra leta 2013. 

### Predsednik Cipra
Na predsedniških volitvah 2013 je Anastadiades v drugem krogu s 57,48 % premagal Stavrosa Malasa. Uspeh je ponovil tudi na volitvah leta 2018, ko je Malasa premagal s 55,99 % glasov.
9. januarja 2019 je obiskal Slovenijo.

### Zasebno
Ima brata dvojčka ter sestro. Leta 1971 se je poročil z Andri Moustakoudi, s katero ima dve hčerki.